# FON (Wi-Fi)

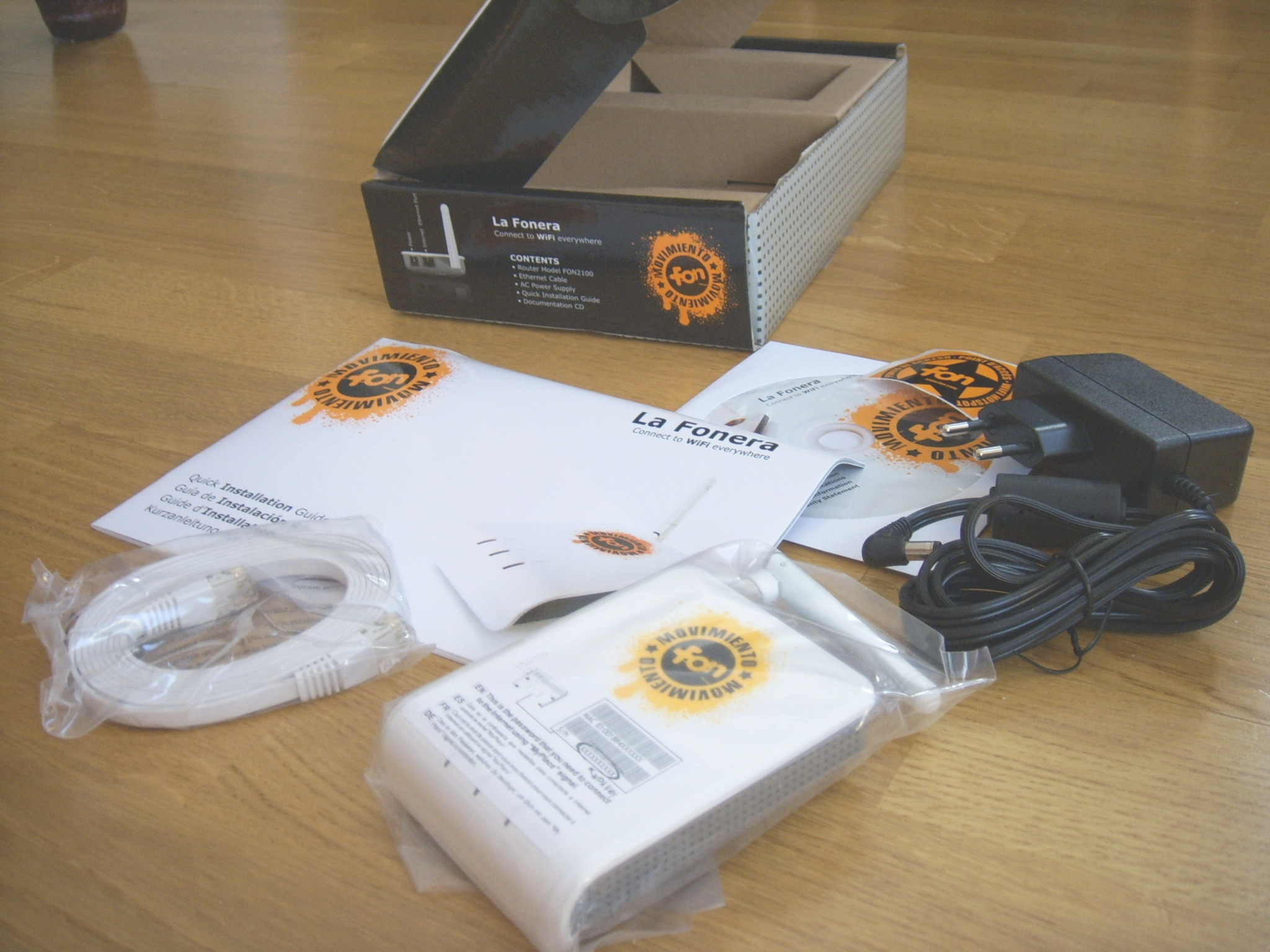
La fonera

FON Technology S.L – firma zarejestrowana w Hiszpanii, której celem jest budowa ogólnoświatowego dostępu do Internetu przy wykorzystaniu technologii Wi-Fi. FON bazuje na dobrowolnym uczestnictwie osób prywatnych, które udostępniają część swojego łącza internetowego innym osobom, znajdującym się w zasięgu ich własnego nadajnika Wi-Fi. Społeczność osób dzielących z innymi swoje łącza nosi również nazwę FON.

## Realizacja
W chwili obecnej istnieje kilka możliwości uczestnictwa w projekcie. Osoby w nim zrzeszone, zwane ogólnie Foneros, mogą:
- udostępnić swoje łącze internetowe dla innych, w zamian za co dostają darmowy dostęp do punktów dostępowych innych Foneros na całym świecie – takie osoby noszą przydomek Linusów (ang. Linuses)
- nie udostępniać swojego łącza i płacić za korzystanie z punktów innych Foneros – takie osoby noszą przydomek Obcych (ang. Aliens)
- zarabiać na korzystaniu przez innych ze swojego łącza, wtedy połowa pieniędzy płaconych przez Obcych dla sieci FON przekazywana jest na ich konto – tzw. Bille (ang. Bills).

W Polsce podłączenie do sieci FON możliwe jest poprzez zakupienie subsydiowanego przez firmę FON punktu dostępowego Wi-Fi (tzw. Fonera Simpl) w cenie 169 zł lub bardziej zaawansowanego Fonera 2.0N w cenie 249 zł. Przyłączenie do sieci umożliwiają również urządzenia dostępowe Netia Spot.